# Цветок зла (телесериал, 2020)
«Цветок зла» (кор. 악의 꽃) — южнокорейская дорама в жанре романтического криминального триллера 2020 года с Ли Джун Ги и Мун Чхэ Вон в главных ролях. Сериал транслировался на телеканале tvN каждую среду и четверг с 29 июля по 23 сентября 2020 года. В мире доступен на платформах Netflix, iQIYI, Viki и ViuTV и других.

## Сюжет
Пэк Хи Сон (Ли Джун Ги) — человек, скрывающий свою настоящую личность и прошлое от жены Чха Чжи Вон (Мун Чхэ Вон), детектива полиции. На первый взгляд они кажутся идеальной семьей: любящая пара с красивой шестилетней дочкой. Однако Ча Чжи Вон и её коллеги начинают расследование серии необъяснимых убийств и сталкиваются с реальностью, где её, казалось бы, идеальный муж может что-то скрывать от неё.

## В ролях

### В главных ролях
- Ли Джун Ги в роли Пэк Хи Сона / До Хён Су
  - Пак Хён Джун в роли молодого Хён Су
  - Чха Сон Чжэ в роли Хён Су в детстве
- Мун Чхэ Вон в роли Чха Джи Вон, жены Хи Сона
- Чан Хи Джин в роли До Хэ Су
  - Лим На Ён в роли Хэ Су в подростковом возрасте, старшей сестры Хён Су.
  - Ли Че Юн в роли одиннадцатилетней Хэ Су
- Со Хён У в роли Ким Му Чжина, журналиста
  - Чон Тэк Хён в роли молодого Му Джина

### Второстепенные роли

#### Семья Пэк Хи Сона и Чха Джи Вон
- Чон Со Ён в роли Пэк Ын Ха, дочери Хи Сона и Джи Вон
- Сон Чон Хак в роли Пэк Ман У, отца Хи Сона
- Нам Ги Э в роли Гон Ми Джа, матери Хи Сона
- Чо Кён Сук в роли Мун Ён Ок, матери Джи Вон

#### Полицейский участок Кансу
- Чхве Дэ Хун в роли Ли У Чхоля, руководителя группы по расследованию убийств
- Чхве Ён Джун в роли Чхве Джэ Сопа, опытного детектива
- Ким Су О в роли Им Хо Джуна, самого молодого члена команды
- Им Чхоль Хён в роли Юн Сан Пиля, начальника отдела
- Хон Со Джун в роли О Ён Джуна, капитана полиции

#### Журнал Ханджуган
- Ян Хе Чжин в роли Ган Пиль Ёна, ведущего репортёра.
- Джу Е Ын в роли репортёра Джу

#### Другие
- Чхве Бён Мо в роли До Мин Сока, отца Хэ Су и Хён Су
- Ким Джи Хун в роли Пэк Хи Сона
  - Чхве Квон Су в роли молодого Хи Сона
- Ли Гю Бок в роли Нам Сун Гиля
- Ким Гон в роли Ким Ин Со
- Ли Джу Ён в роли Пак Со Ён
- Хан Су Ён в роли Чон Ми Сук
- Юн Бён Хи в роли Пак Кён Чуна, таксиста и мужа Чон Ми Сук.
- Пак Сын Тэ в роли О Бок Джа
- Ким Ки Чхон в роли доктора Ли Хён Сока

## Саундтрек

### Часть первая
| №                   | Название            | Текст песни         | Музыка              | Исполнитель         | Длительность |
| ------------------- | ------------------- | ------------------- | ------------------- | ------------------- | ------------ |
| 1.                  | «Psycho»            | DOKO, Son Jae-min   | DOKO, Son Jae-min   | DOKO                | 3:07         |
| 2.                  | «Psycho» (Inst.)    |                     | DOKO, Son Jae-min   |                     | 3:07         |
| Общая длительность: | Общая длительность: | Общая длительность: | Общая длительность: | Общая длительность: | 6:14         |

### Часть вторая
| №                   | Название              | Текст песни         | Музыка              | Исполнитель         | Длительность |
| ------------------- | --------------------- | ------------------- | ------------------- | ------------------- | ------------ |
| 1.                  | «In My Heart»         | Kim Min             | Kim Min             | Lim Yeon            | 3:49         |
| 2.                  | «In My Heart» (Inst.) |                     | Kim Min             |                     | 3:49         |
| Общая длительность: | Общая длительность:   | Общая длительность: | Общая длительность: | Общая длительность: | 7:38         |

### Часть третья
| №                   | Название            | Текст песни         | Музыка              | Исполнитель         | Длительность |
| ------------------- | ------------------- | ------------------- | ------------------- | ------------------- | ------------ |
| 1.                  | «Feel You»          | Kim Min             | Kim Min, Taylor     | Shin Yong-jae (2F)  | 3:28         |
| 2.                  | «Feel You» (Inst.)  |                     | Kim Min, Taylor     |                     | 3:28         |
| Общая длительность: | Общая длительность: | Общая длительность: | Общая длительность: | Общая длительность: | 6:56         |

## Рейтинги
| 1 | 29 июля 2020     | 3,357 % | 4,248 % |
| 2 | 30 июля 2020     | 2,860 % | 3,155 % |
| 3 | 5 августа 2020   | 3,116 % | 3,570 % |
| 4 | 6 августа 2020   | 3,735 % | 4,357 % |
| 5 | 12 августа 2020  | 2,973 % | 3,060 % |
| 6 | 13 августа 2020  | 3,615 % | 4,030 % |
| 7 | 19 авгутса 2020  | 3,526 % | 4,030 % |
| 8 | 20 августа 2020  | 3,863 % | 4,358 % |
| 9 | 26 августа 2020  | 3,539 % | 4,142 % |
| 10 | 27 августа 2020  | 3,659 % | 4,701 % |
| 11 | 2 сентября 2020  | 3.844 % | 4.250 % |
| 12 | 9 сентября 2020  | 4,729 % | 5,234 % |
| 13 | 10 сентября 2020 | 4,456 % | 4,853 % |
| 14 | 16 сентября 2020 | 4,767 % | 5,246 % |
| 15 | 17 сентября 2020 | 5,083 % | 5,536 % |
| 16 | 23 сентября 2020 | 5,715 % | 6,639 % |
| Средняя | Средняя          | 3,927 % | 4,463 % |
| Специальный | 3 сентября 2020  | 2,342 % | 2,797 % |
| - В приведенной выше таблице синие числа представляют самые низкие оценки, а красные числа представляют самые высокие оценки. - Эта дорама транслируется по кабельному каналу/платному телевидению, у которого обычно относительно меньшая аудитория по сравнению с бесплатным телевидением/общественными вещательными компаниями (KBS, SBS, MBC и EBS). |                  |         |         |

## Награды и номинации
| Год  | Награда              | Категория                              | Номинант     | Результат | Источник |
| ---- | -------------------- | -------------------------------------- | ------------ | --------- | -------- |
| 2020 | Asia Artist Awards   | Азиатская знаменитость                 | Ли Джун Ги   | Победа    | [ 5 ]    |
| 2020 | Asia Artist Awards   | Лучший артист                          | Ли Джун Ги   | Победа    | [ 5 ]    |
| 2020 | Asia Artist Awards   | Награда за популярность, актриса       | Мун Чхэ Вон  | Номинация | [ 5 ]    |
| 2021 | APAN Star Awards     | Премия популярная звезда, актёр        | Ли Джун Ги   | Номинация |          |
| 2021 | APAN Star Awards     | KT Seezn Star Award                    | Ли Джун Ги   | Номинация |          |
| 2021 | APAN Star Awards     | KT Seezn Star Award                    | Мун Чхэ Вон  | Номинация |          |
| 2021 | APAN Star Awards     | Награда за популярность, актриса       | Мун Чхэ Вон  | Номинация |          |
| 2021 | Baeksang Arts Awards | Лучший режиссёр телевидения            | Ким Чхоль Гю | Победа    | [ 6 ]    |
| 2021 | Baeksang Arts Awards | Лучшая телевизионная драма             | Цветок зла   | Номинация | [ 6 ]    |
| 2021 | Baeksang Arts Awards | Лучший телевизионный сценарий          | Ю Чжон Хи    | Номинация | [ 6 ]    |
| 2021 | Baeksang Arts Awards | Лучший актёр телевидения               | Ли Джун Ги   | Номинация | [ 6 ]    |
| 2021 | Baeksang Arts Awards | Лучший актёр телевидения второго плана | Ким Джи Хун  | Номинация | [ 6 ]    |

## Адаптации
16 сентября 2021 года ABS-CBN анонсировала одноимённый филиппинский ремейк сериала. Премьера сериала состоялась на сервисе Viu 23 июня 2022 года вместе с его телетрансляцией на Kapamilya Channel и A2Z, где первая трансляция состоялась 25 июня этого же года.
«Двуликий» — это ремейк на хинди, созданный Rose Audio Visuals с партнёром по потоковой передаче ZEE5 после покупки прав у Studio Dragon. Шоу вышло 18 августа 2022 года. Данный сериал также стал первым официальным ремейком корейской драмы в Индии.